# Scoteanax rueppellii
Scoteanax rueppellii — вид рукокрилих, родини Лиликові.

## Поширення
Країни поширення: Австралія. Цей вид є ендеміком Австралії, де він має неоднорідний розподіл в прибережній зоні між північним Квінслендом і південним сходом Нового Південного Уельсу. Проживає від рівня моря до 500 м над рівнем моря, і вище, вздовж узбережжя та в прибережних ділянках. Цей вид мешкає в тропічних вологих лісах, сухих і мокрих склерофільних лісах і евкаліптових лісах. 

## Морфологія
Морфометрія. Довжина голови й тіла: 63—73 мм, хвіст довжиною 44—58 мм, довжина передпліччя: 51—56 мм, вага: 25—36 гр.
Опис. Верх тіла від каро- до корицево-коричневого, низ смагляво-оливковий. Від Nycticeius різниться своїм загалом більшим розміром, більш кремезними щелепами і помітно зменшеним третім верхнім моляром. 

## Поведінка
Був виявлений коли спочивав у дуплах дерев, тріщинах і під корою. Самиці народжують одне маля у січні. Зазвичай літає повільно й прямо на висоті 3—6 метрів. Раціон включає жуків та інших великих повільно літаючих комах, а також безхребетних.

## Загрози та охорона
Мабуть, виду загрожує фрагментація лісового середовища проживання. Цей вид імовірно присутній в багатьох охоронних територіях в межах ареалу. 